# Auribail
Auribail település Franciaországban, Haute-Garonne megyében. Lakosainak száma 195 fő (2022. január 1.). Auribail Beaumont-sur-Lèze, Lagrâce-Dieu, Miremont, Montaut és Saint-Sulpice-sur-Lèze községekkel határos.

## Népesség
A település népességének változása:
| Lakosok száma | 156  | 120  | 137  | 214  | 224  | 210  | 204  | 200  | 198  | 195  |
|               | 1968 | 1982 | 1990 | 2006 | 2013 | 2015 | 2017 | 2019 | 2020 | 2022 |